# Pugwash-bevægelsen
Pugwash-bevægelsen er en international organisation, som samler videnskabsfolk og offentlige personer i arbejdet på at begrænse faren for krig og at finde løsninger på globale sikkerhedstrusler. Bevægelsen blev grundlagt i 1957 af Jozef Rotblat og Bertrand Russell i Pugwash, Nova Scotia, Canada, et par år efter udsendelsen af Russell-Einstein-manifestet.
Rotblat og Pugwash-bevægelsen blev tildelt Nobels fredspris i 1995 for deres indsats for atomnedrustningen. Russell var død på dette tidspunkt, hvilket er grunden til, at han ikke også blev tildelt prisen.
En ungdomsudgave af bevægelsen, International Student / Young Pugwash, har fostret lokale grupper siden sidst i 1970'erne.